# Parafia św. Kazimierza Królewicza w Grzebowilku
Parafia św. Kazimierza Królewicza w Grzebowilku – parafia rzymskokatolicka należąca do dekanatu mińskiego – św. Antoniego z Padwy, diecezji warszawsko-praskiej, metropolii warszawskiej Kościoła katolickiego.
Erygowana 21 listopada 1999 przez bp. Kazimierza Romaniuka. W parafii posługują księża diecezjalni

## Zasięg parafii
Do parafii należą wierni z następujących miejscowości: Chełst, Grzebowilk, Oleksin, Rudzienko (Polanówka) i Teresin.